# Al-Mutmina
Al-Mutmina (arab. المتمنة) – wieś w Syrii, w muhafazie Aleppo, w dystrykcie Al-Bab. W 2004 roku liczyła 266 mieszkańców.